# 分身 (東野圭吾)
『分身』（ぶんしん）は、東野圭吾の推理小説。1993年9月に集英社より刊行され、1996年9月に集英社文庫より文庫本が出版された。
2012年にWOWOWでテレビドラマ化され放送された。

## あらすじ
札幌に住む18歳の女子大生 氏家鞠子は、中学生の時、両親と離れて函館で下宿しながら学校に通っていた。母親はとても優しかったが、自分とは目を合わせて話してくれないことで、小学校高学年頃から自分は嫌われてるのではないかと思い始めていた。そして中学生の時、その母が火事で不審死した過去を持つ。父親は母の死について全てを知っているようだった。
数年後、火事で亡くなった母の遺品を見つけた鞠子は、自分の出生の秘密を探り、自分に瓜二つの『双葉』という女性の存在を知る。鞠子は、その謎を解き明かすことを決意し、真相に近づいていく。
東京の20歳の女子大生 小林双葉も、自分の存在に疑問を持ち始めていた。双葉はアマチュアバンドのボーカルをしていたが、なぜか母親からテレビ出演を強く反対されたのだ。
そして、鞠子と双葉の二人が動き始めるとき、生命工学における「禁断の領域」が姿を現し始めるのだった。

## 登場人物

### 氏家鞠子側
氏家鞠子
札幌に住む女子大生。自らの出生についてずっと疑問を感じていた。
氏家清
氏家鞠子の父親。函館理科大学教授。
氏家静恵
氏家鞠子の母親。
下條さん
帝都大学医学部女学生。

### 小林双葉側
小林双葉
東京でバンド活動に燃える女子大生。母に女手ひとつで育てられてきた。
小林志保
小林双葉の母親。看護婦。
脇坂講介
聡明社雑誌記者。
望月ユタカ
バンド仲間。
カンタ
バンド仲間。
トモヒロ
バンド仲間。

### その他
藤村
北斗医科大学教授。
久能俊晴
北斗医科大学教授。
尾崎
藤村教授の助手。
大道庸平
伊原駿策の第一秘書。
伊原駿策
大物政治家。
高城晶子（旧姓阿部）
聡明社社長。

## 書籍情報
- 単行本：集英社、1993年9月、ISBN 4-08-774031-5
- 文庫本：集英社文庫、1996年9月[1]、ISBN 4-08-748519-6

## テレビドラマ
『東野圭吾「分身」』（ひがしのけいご ぶんしん）は、2012年2月12日から3月11日までWOWOWの連続ドラマオリジナルドラマとして長澤まさみ主演で、全5回にわたり放送された。

### キャスト
- 氏家鞠子 - 長澤まさみ / 上白石萌歌（幼少期）

レモン好き、札幌福祉大学英文科に在籍、ケースワーカーとなるため児童相談センターで実習中。
- 氏家清 - 佐野史郎

鞠子の父、帝都大学医学部出身、函館理科大学発生工学の研究者
- 氏家静恵 - 鈴木砂羽

鞠子の母、自宅の火事で焼死。
- おばあちゃん - 上月左知子

静恵の母、鞠子の祖母
- 井川孝之 - ダンカン

氏家静江の実弟、母方の氏家鞠子の叔父、ラーメン店『北の狸』経営、大学生の鞠子の下宿先。
- 井川久美子 - 藤吉久美子

井川孝之の妻。
- 井川香 - 荒井萌

井川孝之の娘・氏家鞠子の従妹、高校生。
- 伊原駿策 - 伊武雅刀

元外務大臣・政権政党の派閥領袖。
- 大道庸平 - 中村育二

伊原駿策の第一秘書。
- 下條めぐみ - 臼田あさ美 / 紺野彩夏（幼少期）

帝都大学医学部の学生、鞠子の親友(中学の寄宿舎でルームメイト)で調査をサポート。
- 小林双葉 - 長澤まさみ / 上白石萌歌（幼少期）

東和大学文学部国文学科に在籍しているが音楽バンド「四葉のクローバー」で活動・ボーカル担当。
- 小林志保 - 手塚理美

双葉の母、シングルマザー、看護師。
- 小林省吾 - 国枝量平

双葉の伯父、小林志保の実兄、鉄工所経営。
- 滝沢裕介 - 勝地涼

双葉の幼馴染で、元バンド仲間・ベース担当、酒屋の跡継ぎ。
- トシキ - 青木健

双葉の幼馴染で、バンド仲間・ドラム担当
- リョウタ - 前田公輝

双葉の幼馴染で、バンド仲間・ギター担当
- 久能俊晴 - 品川徹

故人、旭川の北斗医科大学元教授。
- 梅津正芳 - 嶋田久作

帝都大学医学部教授、氏家清の大学友人。
- 笠原良則 - モロ師岡

帝都大学医学部教授、下條めぐみの恩師、ハイキングサークル山歩会の元メンバー。
- 藤村昭二郎 - 矢島健一

北斗医科大学教授・発生工学の研究者。
- 尾崎（藤村の助手）- 山中崇

北斗医科大学助手・藤村研究室員
- 未亡人 - 北原佐和子

清水宏久（山歩会メンバー）の妻

### スタッフ
- 原作 - 東野圭吾
- 脚本 - 田辺満
- 監督 - 永田琴
- 音楽 - 阿部海太郎
- 挿入歌 - GINGHAM「強く生きる雑草の歌」
- プロデューサー - 井上衛、渡邉浩仁
- 制作協力 - AX-ON
- 制作著作 - WOWOW

### サブタイトル
| 各話   | 放送日        | サブタイトル   |
| ------ | ------------- | -------------- |
| 第一話 | 2012年2月12日 | 閉ざされた記憶 |
| 第二話 | 2012年2月19日 | 母との約束     |
| 第三話 | 2012年2月26日 | 失われた写真   |
| 第四話 | 2012年3月4日  | 鞠子と双葉     |
| 最終話 | 2012年3月11日 | 母性の奇跡     |

| WOWOW 連続ドラマW枠          | WOWOW 連続ドラマW枠                        | WOWOW 連続ドラマW枠                |
| 前番組                       | 番組名                                     | 次番組                             |
| ---------------------------- | ------------------------------------------ | ---------------------------------- |
| 贖罪 （2012.1.8 - 2012.2.5） | 東野圭吾「分身」 （2012.2.12 - 2012.3.11） | 推定有罪 （2012.3.25 - 2012.4.22） |